# نیژنی سویان
نیژنی سویان (انگلیسی: Nizhny Suyan) یک شهرک در شهرستان کاراایدلسکی استان باشقیرستان کشور روسیه است.